# Web-Based Enterprise Management
El Web-Based Enterprise Management (WBEM) es un conjunto de estándares de gestión de sistemas desarrollados por el consorcio Distributed Management Task Force (DMTF) para permitir la administración interoperable de entornos informáticos heterogéneos mediante tecnologías web. Combina protocolos como HTTP con modelos de datos unificados para ofrecer una arquitectura multiplataforma.

## Historia
WBEM surgió en 1996, patrocinada inicialmente por BMC Software, Cisco Systems, Compaq Computer, Intel y Microsoft, como respuesta a la creciente complejidad de gestionar infraestructuras tecnológicas multi-vendor. Su desarrollo buscó estandarizar métodos de monitorización remota usando protocolos web emergentes.

## Componentes clave
El estándar se compone de tres pilares:
- Common Information Model (CIM): Modelo de objetos que representa componentes de sistemas (hardware, software, redes).
- CIM-XML: Protocolo de comunicación basado en XML para intercambiar datos CIM.
- WS-Management: Protocolo SOAP para operaciones de gestión mediante servicios web.

## Funcionamiento
WBEM opera mediante:
- Agentes que exponen datos de gestión en formato CIM
- Clientes que consultan/controlan recursos mediante HTTP/HTTPS
- Repositorios CIM que almacenan modelos de dispositivos

Un caso de uso típico incluye monitorear servidores de diferentes fabricantes desde una consola web unificada.

## Arquitectura
La arquitectura WBEM se estructura en cinco capas:
1. Interfaz de usuario (GUI/BUI/CLI)
2. Cliente WBEM con APIs estandarizadas
3. Protocolos de transporte (HTTP/HTTPS con CIM-XML)
4. Servidor WBEM con modelo CIM
5. Proveedores de hardware/software

## Adopción

### WBEM en sistemas operativos
- Apple utiliza WBEM en Apple Remote Desktop
- HP integra WBEM Services en HP-UX desde la versión 11iv1
- IBM ofrece soporte en z/OS e AIX
- Microsoft implementa Windows Management Instrumentation (WMI) en Windows
- Red Hat incluye OpenPegasus en Red Hat Enterprise Linux
- Oracle proporciona servicios WBEM para Solaris
- Canonical implementa SBLIM SFCB en Ubuntu

### Implementaciones destacadas
- OpenPegasus (C++)
- Open Management Infrastructure (C)
- SBLIM (Java/C/C++)
- Pywbem[3] (Python)
- WS-Management

En 2021, el 68% de empresas en España usaban herramientas compatibles con WBEM según AMETIC.

## Ventajas y limitaciones
| Ventajas                             | Limitaciones                           |
| ------------------------------------ | -------------------------------------- |
| ✔ Reducción de costos de integración | ✘ Complejidad en modelos CIM avanzados |
| ✔ Compatibilidad multi-vendor        | ✘ Sobrecarga en sistemas legacy        |
| ✔ Escalabilidad distribuida          | ✘ Curva de aprendizaje pronunciada     |

## Normativas relacionadas
- ISO/IEC 19831:2015 (Gestión cloud)
- ITU-T X.1601 (Seguridad en gestión)
- RFC 3980 (WS-Management)